# Criovulcano

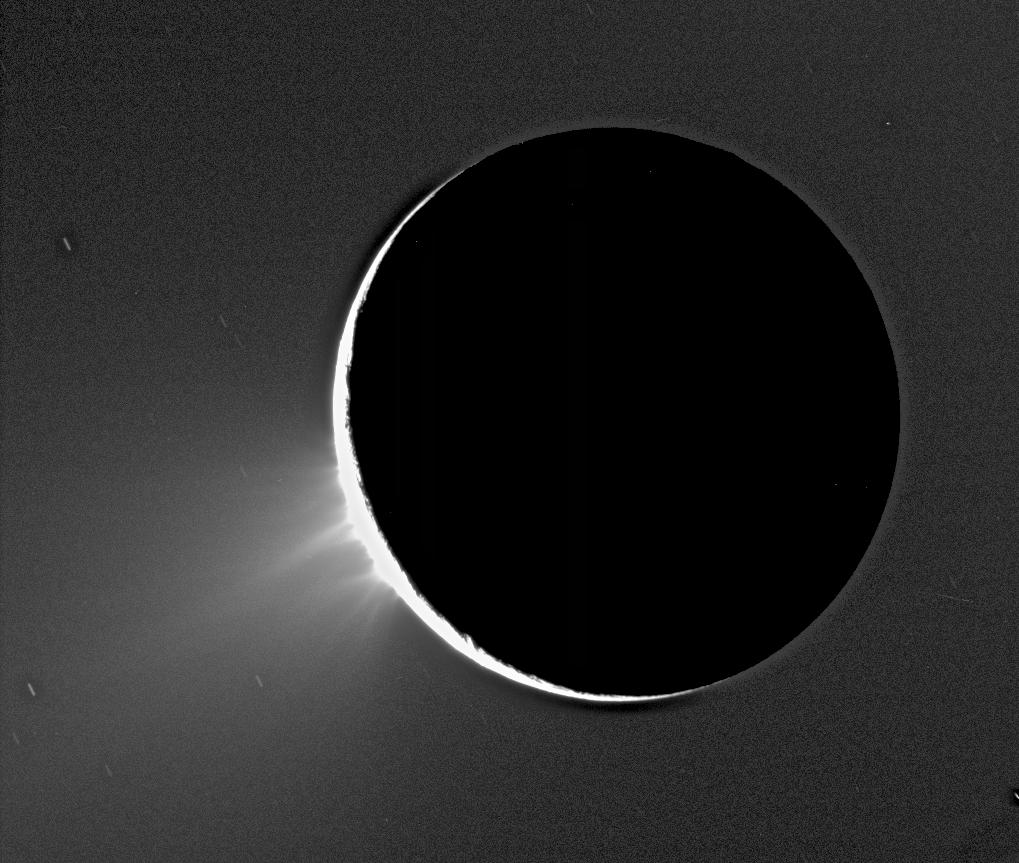
I pennacchi di Encelado, probabilmente fonte principale di materia per l'Anello E di Saturno, fotografati dalla sonda Cassini nel 2005.

Un criovulcano è, letteralmente, un vulcano ghiacciato. Più in generale, si definisce criovulcanismo (criovulcanesimo) l'insieme dei fenomeni collegati all'attività vulcanica attualmente individuata su diversi corpi ghiacciati del sistema solare, quali, tipicamente, Encelado, Titano e Tritone; è possibile che tale attività esista su numerosi altri satelliti naturali del sistema solare esterno o oggetti della fascia di Kuiper.
I fenomeni di natura criovulcanica prevedono l'eruzione di acqua, ammoniaca o composti del metano, invece della lava che caratterizza il vulcanismo dei pianeti terrestri. Queste sostanze, talvolta designate con l'appellativo generale di criomagma, sono solitamente allo stato liquido, e talvolta allo stato gassoso. Dopo l'eruzione, il criomagma condensa per via dell'esposizione alle gelide temperature ambientali.
Vi sono speculazioni riguardo alla possibilità che il criovulcanismo di Titano possa ospitare vita extraterrestre.

## Origine del criovulcanismo
L'energia necessaria per sostenere fenomeni di natura criovulcanica sembra provenire principalmente dall'interazione mareale tra il satellite naturale e il pianeta madre, tipicamente un gigante gassoso.
Secondo un'ipotesi meno accreditata, ma comunque degna di nota, i depositi superficiali di materiale ghiacciato translucente potrebbero generare un effetto serra sotterraneo in grado di accumulare progressivamente calore.
È stato ipotizzato che anche Quaoar, uno dei principali planetoidi (si tratta per la precisione di un oggetto transnettuniano) della fascia di Edgeworth-Kuiper, abbia presentato in passato fenomeni criovulcanici; in questo caso, l'unica fonte di energia probabile sembra essere il decadimento radioattivo.

## Osservazione
La prima osservazione di criovulcani risale al sorvolo di Tritone, il principale satellite naturale di Nettuno, da parte della sonda spaziale Voyager 2, nel 1989. In seguito sono stati individuati indizi indiretti di attività criovulcanica su diversi altri corpi ghiacciati del sistema solare esterno, fra cui Europa, Ganimede, Titano ed Encelado.
La sonda Cassini, nel 2005, ha individuato con sicurezza un criovulcano in attività sulla superficie di Titano; oggigiorno si ritiene che questo fenomeno costituisca la fonte principale del metano presente nell'atmosfera titaniana. Il 27 novembre 2005 la sonda ha anche individuato dei geyser in attività nella calotta polare meridionale di Encelado.

## Mons Wright
Su Plutone sarebbe stato scoperto dalla NASA,  mediante la sonda New Horizons, il più grande criovulcano conosciuto. Denominato Mons Wright, è alto 4 km e lungo 144 km.